# Juturna-Quelle

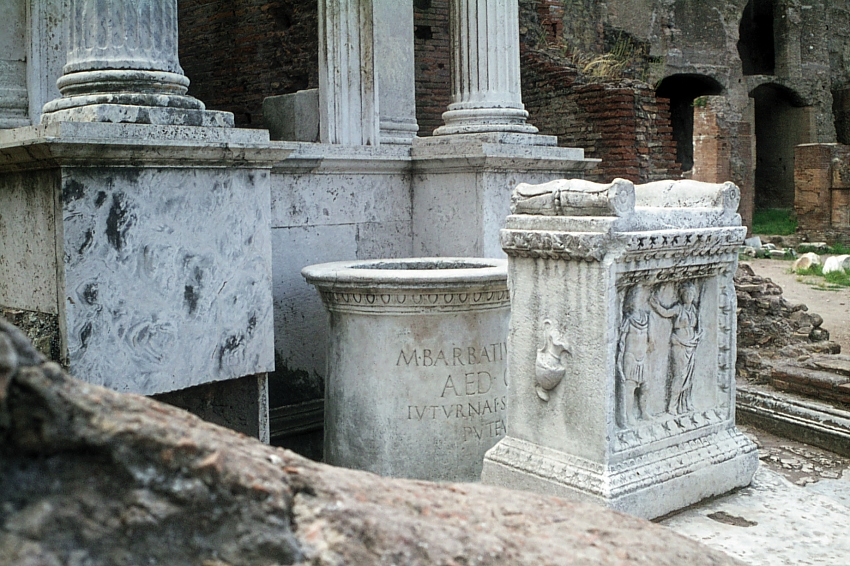
Juturna-Quelle.

Die Juturna-Quelle (lat. lacus Iuturnae) entsprang am Fuße des Palatin und lag auf dem Forum Romanum in Rom. Sie ist nach der latinischen Quellnymphe Juturna benannt. Ihr Wasser wurde als heilbringend verehrt. Im Jahre 117 v. Chr. wurde darum auf dem Campus Martius ein Becken errichtet und mit Statuen versehen. Der Sage nach tränkten Castor und Pollux ihre Pferde an der Quelle, als sie die Kunde vom Sieg über die Etrusker 496 v. Chr. nach Rom brachten. Die Quelle bildete mit dem Dioskuren-Tempel (Aedes Castoris) eine Einheit. Am 11. Januar wurde zu Ehren der Quellnymphe ein altrömisches Fest jährlich gefeiert, welches sie als Juturnalien bezeichneten.

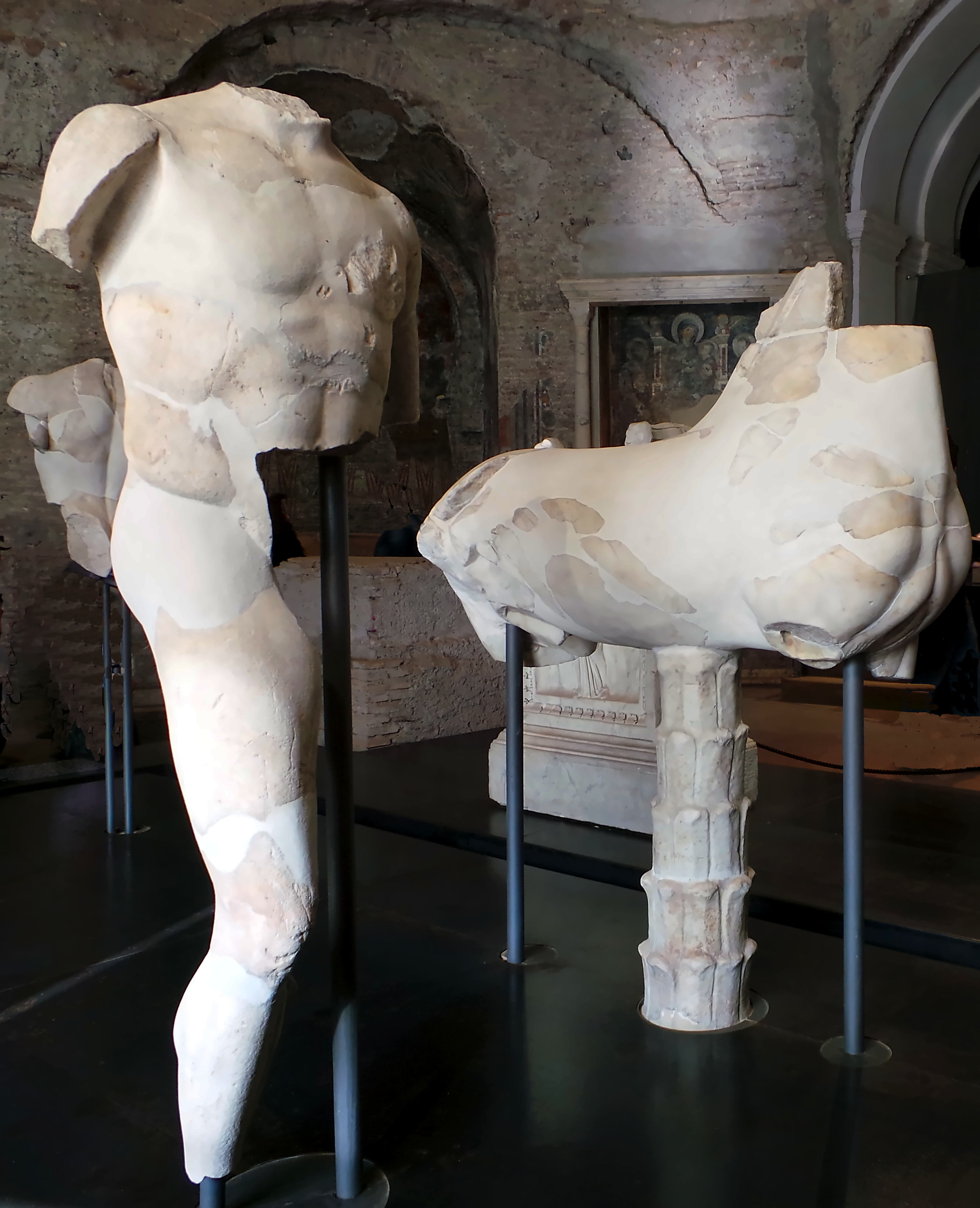
Marmorfragmente der Dioskuren mit ihren Pferden, die im Becken der Juturna-Quelle gefunden wurden. Die Skulpturen wurden gegen Ende des 2. Jahrhunderts v. Chr. angefertigt und sind zurzeit im Tempel des Romulus auf dem Forum Romanum ausgestellt.
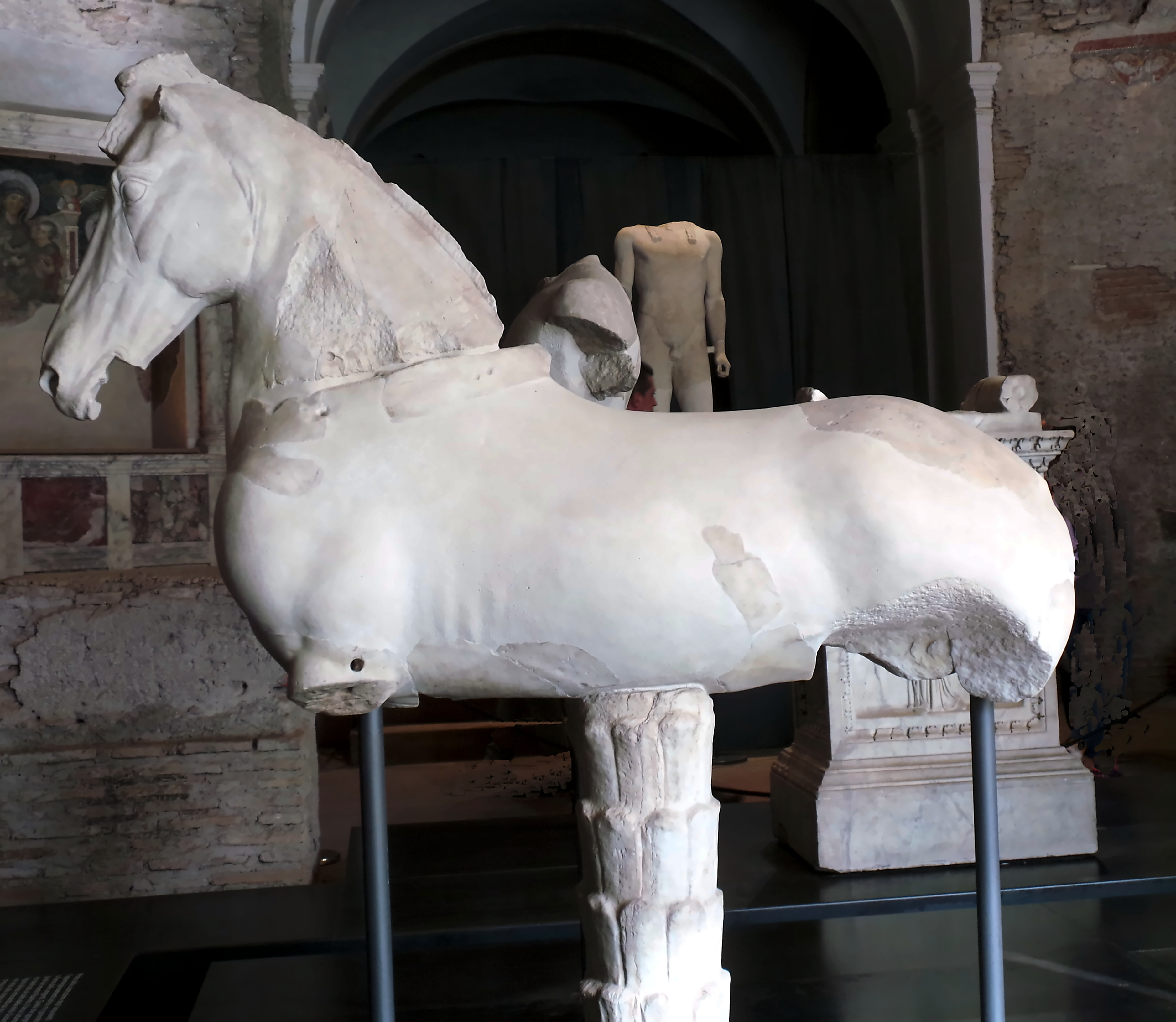
Besser erhaltenes Marmorfragment der zweiten Pferdefigur, zusammen ausgestellt mit weiteren Teilen der Dioskuren im Tempel des Romulus.